# Грб Ријеке
Историјски грб града Ријеке темељи се на грбу који је доделио цар Светог римског царства и краљ Угарске, Леополд I. 6. јуна 1659. године. У црвеном овалном штиту стојећи десном ногом на стени двоглави црни орао уздигнутих крила и обају глава гледајући улево са златним кљуновима и ногама и црвеним језицима, левом ногом држи врч боје земље из којег се обилато излева вода, која се разлева око стене. Изнад орла је аустријска царска и угарска краљевска круна са две плаве траке које висе водоравно из ње. Испод штита је трака са натписом INDEFICIENTER, што значи непресушан, мислећи се на богатство воде у Рјечини.
Такав историјски грб се као званични грб Града употебљавао од 26. марта 1998. до 26. септембра 1998. када је замењен измењеном верзијом, у којој је уклоњена аустријска царска круна и трака с мотом Indeficienter. Грб симболизовано приказује Ријеку, однсно брзу, кратку и водом обилату Рјечину по којој је град добио име.